# Куп Фудбалског савеза Јабланичког округа
Куп Фудбалског савеза Јабланичког округа је највеће такмичење фудбалских клубова Јабланичког округа.Победник Купа ФСЈО добија право учешћа у Купу Србије.
Највише пута победник је био ФК Моравац Орион из Мрштана.

## Учесници
Учесници су сви фудбалски клубови Јабланичког Округа из две лиге ФСЈО (Јабланичке Окружне лиге и Међуопштинске Јабланичке лиге)као и остали клубови који су учесници лига ФСРИС (Зона Југ и Српска лига Исток) и понеки клубови Градске лиге Лесковац.

## Прваци
| Сезона  | Првак             | Финалиста            | Резултат       |
| ------- | ----------------- | -------------------- | -------------- |
| 2014/15 | ФК Моравац Орион  | ФК Дубочица          | 3-0            |
| 2015/16 | ФК Радан Лебане   | ФК Моравац Орион     | 1-1 пенали 5-3 |
| 2016/17 | ФК Моравац Орион  | ФК Јабланица Медвеђа | 6-0            |
| 2017/18 | ФК Моравац Орион  | ФК Јединство Бошњаце | 3-1            |
| 2018/19 | ФК Слога Лесковац | ФК Моравац Орион     | 1-0            |